# Distretto di Yahşihan
Il distretto di Yahşihan (in turco Yahşihan ilçesi) è uno dei distretti della provincia di Kırıkkale, in Turchia.